# 片山日子神社
片山日子神社（かたやまひこじんじゃ）は、岡山県瀬戸内市長船町にある神社。祭神は片山日子神（片山日子命）。式内小社。社格は郷社。

## 概要
延喜式神名帳に従二位片山日子神社とあり、伊勢国鈴鹿郡片山神社と同神とされている。
祭神は片山日子神であるが、社伝によれば「片山日子神とは片山に坐す吉備津日子命の略称である」としている。また、『備前式社考』によれば従三位賀多山大明神・賀多山大神とあり、『神祇志料』によれば賀茂片山御子神、『備前国志』・『神社覈録』では大山咋神、『吉備温故録』では天日方奇日方命となっている。
創建は不明であるが、古来、神社の南にある神山（甲山）に鎮座していた。平安時代中期の天喜3年（1055年）に現在の地に遷座したと伝えられている。
明治6年（1873年）郷社となる。明治40年（1907年）神饌幣帛料供進神社に指定される。

## 文化財

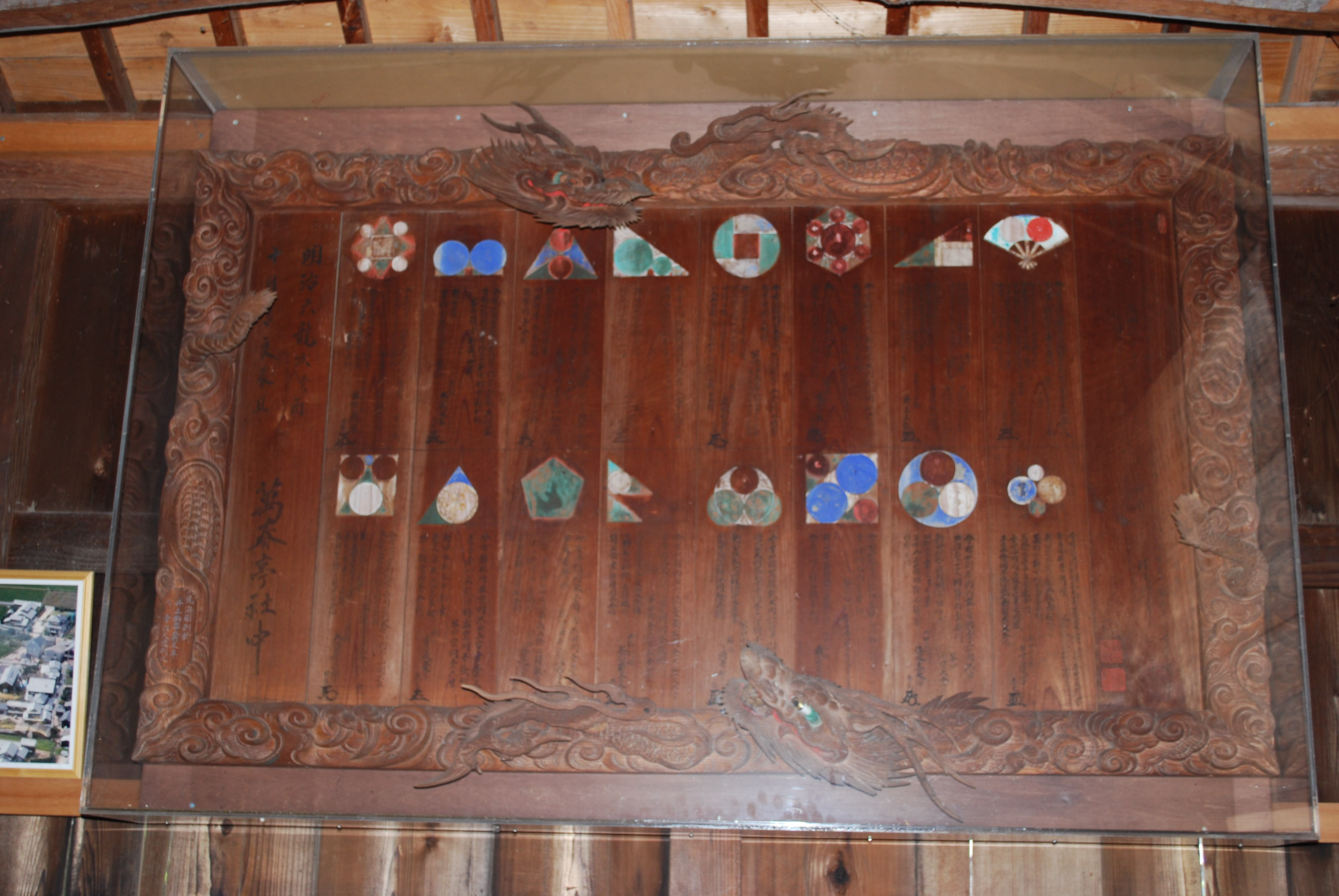
算額

瀬戸内市指定重要文化財
- 片山日子神社算額

明治6年（1873年）10月に邑久郡笠加村箕輪（現・瀬戸内市邑久町箕輪）の入江信順が開いた算学塾「萬春亭」の門下生16名が各1題の幾何の問題を解いた算額である。額縁には龍の彫刻が施してあり、これは玉津村尻海（現・瀬戸内市邑久町尻海）の彫刻師である井上幽雪斎・鶴峰父子の手によるものである。縦180cm、横182cm、額縁材はケヤキ、板材はスギである。平成2年（1990年）3月31日旧長船町指定。
- 片山日子神社だんじり

明治15年（1882年）5月15日に児島郡北浦村（現・岡山市南区北浦）の大工・片山吉衛忠久が製作。同年5月19日の春季大祭で披露巡行された。翌年からは秋季大祭で巡行された。現在は秋季大祭の夜に境内で巡行されている。総ケヤキ造、総高3.4m、全長3.4m、全幅2m。平成14年（2002年）4月16日旧長船町指定。